# Feminist Porn Award
Die Feminist Porn Awards waren eine Auszeichnung, die von 2006 bis 2015 in Toronto verliehen wurden. Ausgezeichnet wurde „Erotika, die Frauen und marginalisierte Gruppen in den Mittelpunkt stellen“. 2016 wurden sie zum Toronto International Porn Festival umbenannt und fanden unter diesem Label noch 2017 und 2018 statt. 2013 und 2014 wurden sie von der zweitägigen Feminist Porn Conference am University College der Universität Toronto begleitet.

## Geschichte
Die erste Verleihung der Feminist Porn Award wurde vom feministischen Sexshop Good for her in Toronto geplant und ausgerichtet. Das Angebot an unabhängig von größeren Studios gedrehter Pornografie stieg stark, nachdem die Digitalisierung die Hürden zur Filmproduktion abgesenkt hatte. Es erschienen vermehrt Filme unterschiedlichster Gruppen, insbesondere Farbigen, Queers, Transpersonen oder Lesben, welche die Sexualität ihrer Communities respektvoll und ohne Fetischierung darstellten. Mit dem Feminist Porn Award sollten herausragende Werke dieser neuen Kategorie an Filmen ausgezeichnet werden. Ursprünglich als einmaliges Event gedacht, wurde er angesichts der großen Resonanz in der Folge jährlich verliehen.
In den folgenden fünf Jahren wuchs das Event von einer eintägigen Veranstaltung zu einem dreitägigen Festival, die Besucherzahl von 250 auf über 1000. Die zehnte Preisverleihung 2015 fand im Rahmen eines dreitägigen Festivals an drei Locations statt.
Nach einjähriger Pause sollte der Event als Toronto International Porn Festival die Diskussion um Pornografie breiter führen und mehr bisher noch nicht vertretene oder angesprochene Performer, Filmschaffende und Gäste erreichen, er wurde in dieser Form noch zweimal veranstaltet.

## Preisverleihung
Die Bewerbung mit einer Filmeinreichung knüpfte Initiatorin Chanelle Gallant an die Kriterien

“(1) A woman had a hand in the production, writing, direction, etc. of the work; (2) It depicts genuine female pleasure; and/or (3) It expands the boundaries of sexual representation on film and challenges stereotypes that are often found in mainstream porn. And of course, it has to be hot...”

„(1) Eine Frau muss an der Produktion, dem Skript, der Regie etc. des Werks beteiligt sein, (2) es stellt echte weibliche Lust dar und/oder (3) Es erweitert die Grenzen sexueller Darstellung im Film und hinterfragt gängige Stereotypen, die in der Mainstream-Pornografie häufig angetroffen werden. Und natürlich muss es scharf sein...“

Verliehen wurden Trophäen in Form eines Buttplugs. Diese wurden als Hommage an die sexpositive Feministin und Anarchistin Emma Goldman „Emmas“ genannt. Die Form repräsentiere eine Sexualität, die alle Menschen teilen, unabhängig von Gender und Orientierung.

## Rezeption
2009 wurden Konzept und Kriterien von Laura Méritt in Deutschland adaptiert, die den PorYes Feminist Porn Award Europe ins Leben rief. In der internationalen Presse werden die Verdienste des Awards gewürdigt, die Existenz weiterer Formen von Erotika nachgewiesen zu haben, die neben der Mainstreampornografie unbeachtet geblieben wären. Der Feminist Porn Award wird zusammen mit anderen ähnlichen Events in Europa und Nordamerika als Kulminationspunkt einer neuen queeren, lesbischen und feministischen Filmkultur betrachtet.
Kritik wurde 2015 von Kitty Stryker geäußert: die Veranstaltung sei zu stark von weißen cisgender-Performern dominiert und lasse sich von einem Sponsor unterstützen, der Transfrauen als She-Male bezeichne. Trotz mehrerer Nominierungen blieb auch Courtney Trouble der Veranstaltung fern. Seitens des Veranstaltungsteams wurde auf die Preisvergabe des „Hottest Newcomer“ für eine Transfrau verwiesen und der Wille betont, sich weiter vielfältig und divers aufzustellen, ein Großteil der Performenden in der Branche sei indessen weiß und cisgender.

## Filminhalte
14 Filme, die 2014 ausgezeichnet wurden, wurden im Rahmen einer Dissertation auf Inhalte und filmische Umsetzung analysiert. Unterschiede zur Mainstreampornografie ließen sich Hinblick auf Inhalt wie auch die filmische Umsetzung feststellen.

### Bildliche Ebene
Schumacher stellt eine große Vielfalt in der bildlichen Darstellung fest. Weiter liege eine hohe filmische Qualität vor, schlechte Ton- oder Bildqualitäten (wie etwa aus dem Fokus geratene Kameras), kommen im Unterschied zu teilweise schnell oder billig produzierten Mainstreampornos nicht vor. Konkret benennt sie
- für Pornografie ungewöhnliche Stilmittel wie der Wechsel von Farb- und Schwarz-Weiß-Bildern, Verwendung von Split Screens beziehungsweise Rahmen, Vogelperspektiven von Masturbierenden und Detailaufnahmen von Gegenständen,
- durchgehendes Zeigen der Gesichter aller Darsteller,  meist auch Auftritte in vollständiger Kleidung,
- wackelige Kameraschwenks wie auch Einstellungen, die von ausgefeilter Komposition zeugen.

### Darstellerische Ebene
- Neun Filme mit u. a. Heterosexuellem Sex, sechs lassen sich der Gruppe Transgender/queer zuordnen,  sechs Filme beinhalten lesbische Szenen
- Tätowierte oder gepiercte Darsteller  in 13 der 14 Filmen
- Darstellende wirken in der Regel jünger als 40
- People of colour in sechs Filmen darstellend oder als Regie
- Bondage, BDSM und Sexspielzeuge in acht Filmen
- gelegentlich verwendete Safer-Sex-Accessoires wie Handschuhe, Kondome und Femidome, häufiger als in konventionellen Pornos
- häufiges Zeigen weiblicher Ejakulationen und weiblicher Orgasmen, während männliche Orgasmen (mit und ohne Samenerguss) weniger vorherrschend sind als in konventionellen Pornos
- Vergleichsweise häufiges Zeigen von Oralsex an phallischen Formen
- Oralsex in allen Filmen bis auf zwei Ausnahmen, in der Regel wechselseitig praktiziert, teilweise auch in Gruppen
- In der Mainstreampornografie häufig vorkommender Analsex in nur zwei Filmen
- Keine Nummerndramaturgie wie in Vignetten- oder Gonzoformaten üblich
- Orientierung der Körper meist an  westlichen Schönheitsnormen, bisweilen werden auch fülligere oder sehr schlanke Personen gezeigt
- Deutlich häufiger sichtbare Körperbehaarung als in Mainstreampornos

Schumacher resümiert, es werde insgesamt der Eindruck vermittelt, „dass repräsentationsethische Überlegungen im Vordergrund stehen“. Die Vielfalt von Darstellungsweisen wie auch des Dargestellten sei in der feministischen Pornografie größer als bei Mainstreampornos, selbst wenn auch hier heterosexueller Geschlechtsverkehr zwischen jungen Weißen ohne sichtbare Beeinträchtigungen einen Großteil der Darstellungen präge. Obwohl sich also Unterschiede zur Mainstreampornografie erkennen ließen, stellen sich die Filme auf bildlicher Ebene nicht als etwas gänzlich Anderes dar. Es kämen jedoch Merkmale hinzu, die die feministische Pornografie als eigenes Genre definieren. Als wesentliches Unterscheidungsmerkmal betrachtet sie den der Grad an Reflexion. So werden die Rahmenbedingungen der Produktion sowie der Darstellungen in der Regel hinterfragt, weiter sehen sich die Filmschaffenden als politische Aktivistinnen, deren Arbeit in eine Bewegung eingebunden ist, das Feminist Porn Movement und die größere Bewegung des Feminismus.